# Moralt
Moralt nennt sich eine ursprünglich rein schweizerische Künstlerfamilie, die sich mit den protestantischen Flüchtlingen Martin Muralto und Johannes Muralto gründete.
Diese beiden ließen sich 1555 in Zürich nieder. Von dort wanderten Mitglieder der Familie nach Deutschland aus. 1748 wurde Adam Moralt in Mannheim geboren und begründete den deutschen Zweig dieses Familienclans.

## Vertreter der Familie
- Adam Moralt (1748–1811), Musiker
- Anton Moralt (1807–1862), Kontrabassist
- August Moralt (1811–1886), Violoncellist
- Carl Moralt (1800–1853), Kontrabassist
- Clementine Moralt (1797–1845), Opernsängerin
- Eduard Anton Moralt (1819–1859)
- Friedrich Moralt (1805–1869), Hornist
- Jakob Moralt (1780–1820), Bratscher
- Johann Baptist Moralt (1777–1825), Komponist
- Josef Moralt (1816–1848)
- Joseph Moralt (1775–1855), Geiger
- Karl Moralt (1800–1853)
- Luise Moralt (1853–1884)
- Ludwig Moralt (1815–1888)
- Otto Moralt (1828–1887)
- Paul Alois Moralt (1849–1943)
- Peter Moralt (1814–1865)
- Philipp Moralt (1780–1830), Violoncellist
- Rudolf Moralt (1902–1958), Dirigent
- Wilhelm Moralt (1815–1874)
- Willy Moralt (1884–1947), Genre- und Landschaftsmaler